# Navigation spatiale
En informatique, la navigation spatiale est la capacité à naviguer entre éléments focalisables, tels que les hyperliens et contrôles de formulaires, au sein de documents structurés ou d'interface utilisateur en fonction de leur localisation spatiale.
Cette navigation est beaucoup utilisée dans les applications logicielles, tels que les jeux informatiques.